# Jeton (Künstler)
Jeton (* 21. Juni 1970 in Frankfurt am Main; bürgerlich: Jens Thorwächter) ist ein deutscher Jongleur.

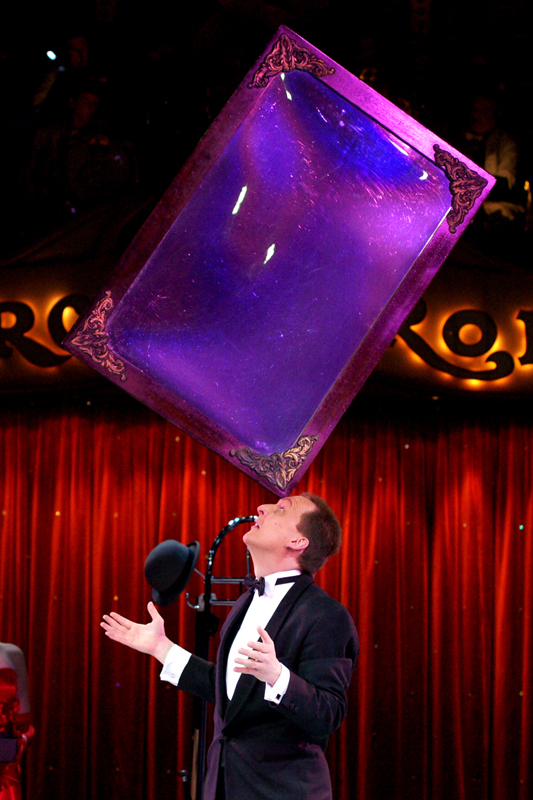
Jeton balanciert einen Spiegel. Dann rutscht dieser auf der schmalen Rahmenseite die Stirn entlang, dreht sich dabei in der Luft um 180° und wird danach wieder zur Balance auf der Stirn gefangen. (Foto: Stefan Nolte)

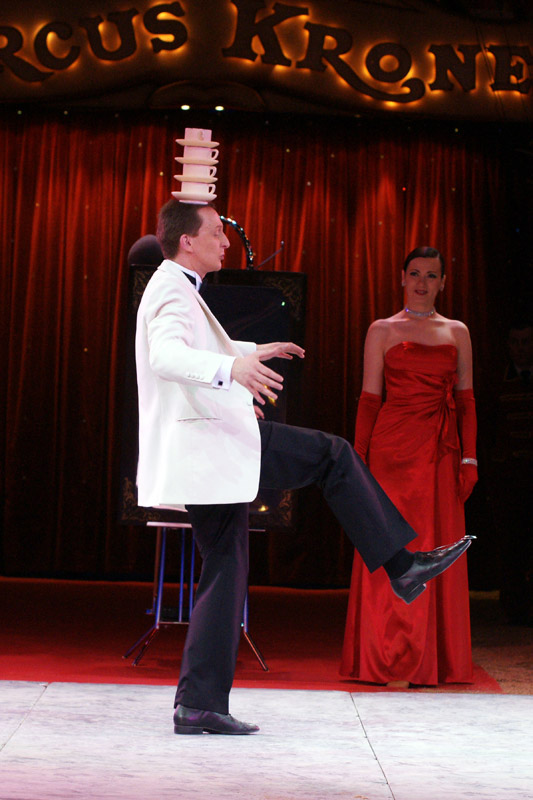
Jeton wirft von seiner Fußspitze Untertassen und Tassen auf seinen Kopf und fängt diese dort nacheinander zur Balance. (Foto: Stefan Nolte)

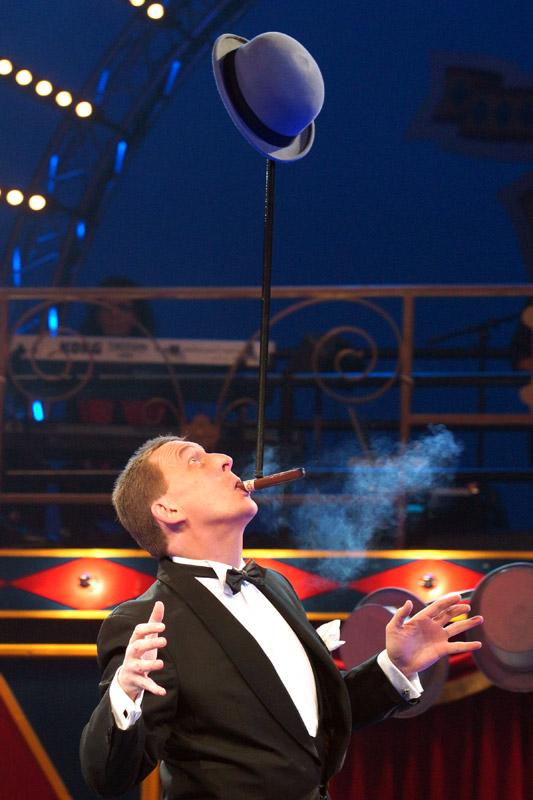
Jetons Zigarrenbalance: Zuerst balanciert er den Gehstock und die Melone auf seinem Fuß, dann schleudert er beides in die Luft und fängt es auf der mit dem Mund gehaltenen Zigarre zur Balance. (Foto: Stefan Nolte)

## Leben und Wirken
Jens Thorwächter ist der Sohn eines Bankangestellten und einer Schriftsetzerin. Er wuchs in Eschborn auf. In einer Arbeitsgemeinschaft bekam er in der Schule ersten Kontakt mit dem Jonglieren, und er lieh sich in der Frankfurter Uni-Bibliothek das Buch Die Kunst der Jonglerie von Karl-Heinz Ziethen aus. In München erhielt er – noch als Schüler – von Arthur Caral seine ersten Lektionen.
Nach dem Abitur im Jahr 1990 besuchte er zwei Jahre lang die staatliche Ecole de Cirque de Bruxelles in Belgien; danach begann er ein Romanistik- und Sportstudium. 1992 trat Thorwächter zum ersten Mal auf. Der Niederländer Constant und Rudy Horn aus Deutschland waren weitere Lehrer und Mentoren.
Die Fachenzyklopädie Virtuosos of Juggling zählt Jeton zu den “Top-level newcomers to juggling in the new millennium” und schreibt über ihn und seine Gentlemanjonglage: “Today, the last surviving exponents of the variety art form are only found in Germany by the juggler Jeton. He spent a year at the school Ecole de Cirque des Bruxelles and found in Germany an exceptional teacher in the person of Arthur Caral, who was himself a strongman and salon juggler.”
Seit 2007 arbeitet er mit Carmen Bucur zusammen.
Er gastierte in zahlreichen Showproduktionen in Europa, Asien, Australien und den USA.
Jeton hat die Corona-Zeit genutzt, um bei Gérard Fasoli, dem Direktor des Centre National des Arts du Cirque (CNAC) in Châlons-en-Champagne, das französische Hochschuldiplom Diplome d'Etat de Professeur de Cirque zu erlangen.

## Auftritte
Theater, Varieté, Zirkus (Auszug)
- Apollo Varieté Düsseldorf (Deutschland)
- Casino Sanremo (Italien)
- Circus Krone, München (Deutschland)
- Fővárosi Nagycirkusz, Budapest (Ungarn)
- GOP Varietés (u. a. GOP Hannover und GOP Essen) (Deutschland)
- Hacienda Hotel Las Vegas (USA)
- Hansa Theater Hamburg (Deutschland)
- Krystallpalast Varieté Leipzig (Deutschland)
- NGK Theater Osaka (Japan)
- Norwegian Cruise Line
- Palazzo Dinnerspektakel (Deutschland)
- Roncalli‘s Panem et Circenses (Deutschland)
- Royal Caribbean Cruise Line
- Varieté Fascination Basel (Schweiz)
- World Festival of Magic Tour (Australien und Neuseeland)
- Zirkus Nemo (Dänemark)

Festivals, Fernsehen und Film (Auszug)
- Circo Massimo, TV RAI 3, Rom (Italien)
- Daidogei World Cup, Shizuoka (Japan)
- Edinburgh International Magic Festival (Großbritannien)
- Les Étoiles de la Magie, Festival International de la Vallée de l‘Eau d‘Olle (Frankreich)
- Moisture Festival, Seattle (USA)
- Nu Med Neon, TV DR1, Kopenhagen (Dänemark)
- Surprize – Surprize, TVR1, Bukarest (Rumänien)
- Auftritte als Showact, Talkgast, Referent oder Schauspieler im deutschen Fernsehen

## Auszeichnungen
- 2016 Sonderpreis der Gesellschaft der Circusfreunde e.V. (GCD) beim 11. Internationalen Circusfestival von Budapest[7][8]
- 2013 Award of Excellence der International Jugglers’ Association (IJA), Bowling Green, Ohio (USA)[9] (Dieser Preis gilt als der „Oscar der Jonglage“, und die IJA würdigt damit Jongleure, die diese Kunstform maßgeblich geprägt haben.)[10][11][12][13]
- 1998 Sonderpreis beim Festival Mondial du Music-Hall, Paris[14] (Unter der Schirmherrschaft des französischen Kultusministers fördert dieses Festival junge und unbekannte Talente.)
- 1997 Erster Preis bei Roncallis Artistenmanege, BUGA Gelsenkirchen[15]